# Страдубка
Страдубка (бел. Страдубка) — деревня, центр Страдубского сельсовета Лоевского района Гомельской области Беларуси.
Около деревни расположено месторождение песков.

## География

### Расположение
В 28 км на северо-запад от Лоева, 39 км от железнодорожной станции Речица (на линии Гомель — Калинковичи), 72 км от Гомеля.

### Гидрография
На реке Днепр.

## Транспортная сеть
Транспортные связи по просёлочной, затем автомобильной дороге Лоев — Речица. Планировка состоит из прямолинейной улицы, ориентированной с юго-запада на северо-восток, к которой на востоке присоединяется застроенная односторонне улица (вдоль реки). Застройка деревянная, усадебного типа. В 1986-87 годах построены 100 кирпичных домов коттеджного типа, в которых разместились переселенцы из загрязнённых радиацией мест после катастрофы на Чернобыльской АЭС.

## История
Обнаруженное археологами поселение раннего железного века (в северо-западной части деревни) свидетельствует о заселении этих мест с давних времён. По письменным источникам известна с XIX века как деревня в Речицком уезде Минской губернии. В 1850 году владение графа Ракицкого. В 1879 году селение в Казимировичском церковном приходе. Согласно переписи 1897 года действовали часовня, хлебозапасный магазин, магазин; в Холмечской волости.
В 1920-е годы начала работу начальная школа. В 1930 году организован колхоз «Беларусь», работали ветряная мельница и кузница. Во время Великой Отечественной войны оккупанты в 1943 году сожгли 84 двора и убили 18 жителей. В бою за деревню 20 октября 1943 года отличились командир взвода младший лейтенант А. П. Гуро и рядовой А. В. Плющ (присвоено звание Героя Советского Союза). Погибли 495 советских солдат (похоронены в братской могиле). С 25 декабря 1962 года центр Страдубского сельсовета Речицкого, с 30 июля 1966 года Лоевского районов Гомельской области. Согласно переписи 1959 года центр совхоза «Восток» (ныне - КСУП "Страдубка"). Расположены Дом культуры, средняя школа, библиотека, детский сад, фельдшерско-акушерский пункт, швейная мастерская, столовая, 2 магазина, отделение связи.
В состав Страдубского сельсовета до 1986 года входил посёлок Нива (не существует).
В 2002 году Страдубка была внесена в «список населённых пунктов, находящихся в зоне радиоактивного загрязнения». В 2008 году деревня приобрела статус агрогородка.
В деревне имеется Чаплинская средняя школа (100 учащихся), детский сад на 70 мест, фельдшерско-акушерский пункт, сельский центр культуры и досуга на 300 мест, библиотека и отделение связи.

## Население

### Численность
- 1999 год — 207 хозяйств, 572 жителя.

### Динамика
- 1850 год — 36 дворов, 160 жителей.
- 1897 год — 58 дворов, 395 жителей (согласно переписи).
- 1940 год — 87 дворов, 448 жителей.
- 1959 год — 301 житель (согласно переписи).
- 1999 год — 207 хозяйств, 572 жителя.